# Johan Nieuhof
Johan Jacob Nieuhof (Uelsen, 22 de julho de 1618 - Madagascar, 8 de outubro de 1672) foi um viajante neerlandês.
No contexto das Invasões holandesas do Brasil veio para o Brasil em 1640, a serviço da Companhia Neerlandesa das Índias Ocidentais. Permaneceu na conquista por nove anos, deixando um interessante relato das suas experiências: a Memorável Viagem Marítima e Terrestre ao Brasil (Johan Neuhofs Gedenkwaerdige Brasiliaense Zee-en Lant-Reize. Behelzende Al het geen op dezelve is voorgevallen. Beneffens Een bondige beschrijving van gantsch Neerlants Brasil, Zoo van lantschappen, steden, dieren, gewaffen, als draghten, zeden en godsdienst des inwoonders: En in zonderheit Een wijtloopig verhael der merkwaardigste voorvallen en geschiedenissen, die zich, geduurende zijn negenjarigh verblijf in Brasil, in d’oorlogen en opflant der Portugeser tegen d’onzen, zich federt het jaer 1640 tot 1649. Amsterdam, 1682)
A partir de 1649 empreendeu várias viagens ao Oriente onde, em 1664, era um dos principais agentes da Companhia Neerlandesa das Índias Orientais.
Entre 1655 e 1657 empreendeu uma viagem de cerca de 2 400 quilômetros, de Cantão até Pequim, na China, cujo relato fez dele um dos maiores escritores da época em relação aquele império.
Faleceu em Madagascar, em uma viagem ao interior, em busca de água.

## Biografia
Johan Nieuhof nasceu em Uelsen, uma cidade no condado de Bentheim, na Baixa Saxônia, situada do outro lado da fronteira entre a Alemanha e a Holanda. Seu pai (originalmente de Zwolle) era o prefeito da cidade, e mais tarde foi sucedido por um dos irmãos e cunhado de Johan. Pela graça de Cornelis Jan Witsen, uma figura importante dentro da Companhia Holandesa das Índias Ocidentais (ou "WIC"), Nieuhof partiu para o Brasil holandês em 1640 como candidato a oficial da reserva. A partir de então, com exceção de duas breves visitas familiares em 1658 e 1671, ele passou todo o resto de sua vida no exterior.
Nieuhof foi contratado no Brasil para explorar as regiões entre os rios Maranhão e São Francisco, fez um estudo particular da vizinhança de Pernambuco. Saiu do Brasil em 1649, após a vitória portuguesa na Segunda Batalha dos Guararapes. Após seu retorno, Nieuhof juntou-se ao serviço da Companhia Holandesa das Índias Orientais (ou "VOC"). A serviço da VOC ele residiu vários anos na Batavia, e então foi nomeado em 1654 mordomo de uma embaixada do relativamente novo imperador Qing China sob Peter de Goyer e Jacob de Keyser, que visava obter direitos comerciais na costa sul da China.
Permaneceu na China até 1657. Em 1663 atuou como embaixador em Quilon, após a ocupação da Costa do Malabar por Rijckloff van Goens. Durante este período, ele visitou vários chefes de tribos indígenas a fim de assegurar relações comerciais com eles. Posteriormente, foi oferecido um posto no Ceilão, onde atuou entre 1663 e 1667. Ele foi preso por sete meses por causa do comércio ilegal de pérolas. Nieuhof foi enviado para Batavia por Hendrik van Rheede e despedido pela Companhia Holandesa das Índias Orientais.
Ao retornar às Índias de uma viagem para casa em 1672, ele parou na ilha de Madagascar. Em 8 de outubro de 1672, Nieuhof viajou para o interior junto com o imediato, em busca das tribos locais para negociar com elas, bem como garantir água para sua tripulação. Ao ouvir vários tiros, o capitão enviou um segundo navio em direção à ilha para aguardar o retorno de Nieuhof. Depois de três dias de espera, o capitão presumiu que Nieuhof e sua companhia haviam sido assassinados e partiu em direção às Ilhas Maurício. Por ordem do conselho governamental em Amsterdã, um navio foi enviado do Cabo da Boa Esperança para resgatar Nieuhof e seus companheiros, mas nenhum vestígio deles foi encontrado.

## Memórias da China

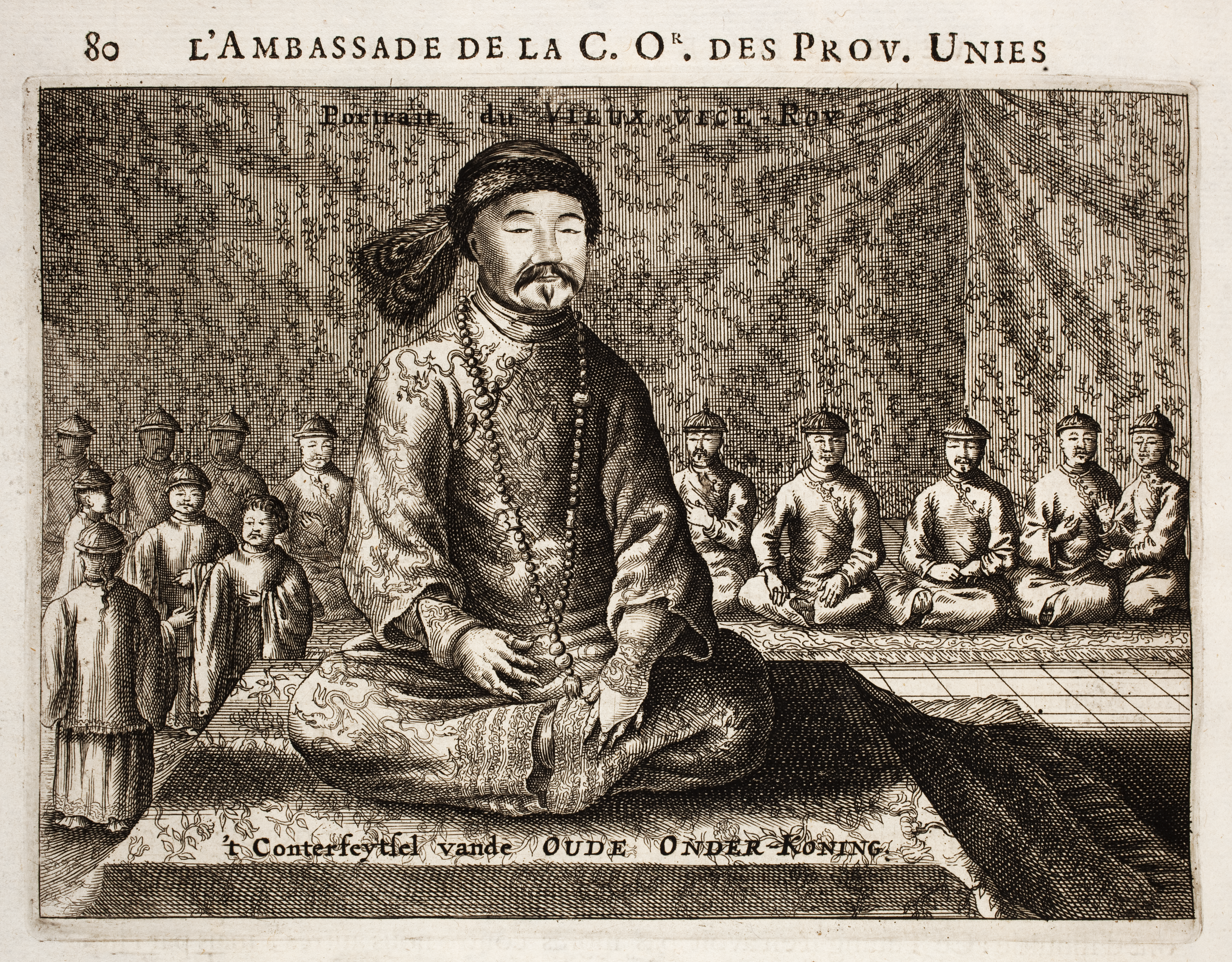
O "Velho Vice-Rei" de Guangdong, Shang Kexi, provavelmente desenhado pelo próprio Johan Nieuhoff em Guangzhou em 1655

Na primeira metade do século XVII, a VOC tentou quebrar a posição monopolista portuguesa no comércio com Macau. Como não tiveram sucesso, enviaram seis embaixadas a Pequim entre 1655 e 1685. Seu objetivo era convencer o imperador Qing a abrir relações comerciais na costa sul, em favor da VOC, embora tenham falhado. Nieuhof foi nomeado para o cargo de mordomo em uma dessas embaixadas por Joan Maetsuycker, que viajou de Cantão a Pequim entre 1655 e 1658. Eles foram a segunda embaixada a tentar obter o favor do imperador, a primeira foi liderada por Zacharias Wagenaer. Os deveres de Nieuhof como parte da embaixada consistiam principalmente em questões cerimoniais, bem como em garantir hospedagem. Ele foi, no entanto, nomeado especificamente para ilustrar todas e quaisquer cidades, palácios, templos, rios e outros edifícios notáveis em sua forma natural.
Em 17 de março de 1656, após meses de negociações e discussões sobre homenagens a serem pagas ao imperador e ao vice-rei chinês, a embaixada deixou Cantão de barcaça para viajar para Pequim. A embaixada chegou à corte do imperador em Pequim em 18 de julho do mesmo ano. Eles contrataram o estudioso jesuíta Johann Adam Schall von Bell para ser seu tradutor, que os advertiu dos possíveis perigos e exigiu cerimônias para abordar o imperador. Em 24 de setembro, a embaixada foi recebida pelo imperador Shunzhi. Conforme ditado por seu tradutor, a festa executou a tradicional reverência, pois se não o fizesse, provavelmente resultaria na recusa imediata do imperador. Como resultado, o imperador permitiu que as embaixadas holandesas visitassem a corte uma vez a cada oito anos, em grupos compostos por no máximo 100 homens. Quaisquer direitos comerciais não foram discutidos nem concedidos neste momento. Em 16 de outubro, a embaixada foi convidada a deixar a cidade de Pequim em duas horas. A viagem de volta levou três meses; colocando toda a duração da embaixada em 20 meses e 6 dias.
Em sua volta ao lar em 1658, ele confiou suas notas e anotações a seu irmão Hendrik, a quem Johan agradeceu quando finalmente (em 1665) Hendrik produziu um amplo estudo da China, com muitas imagens, textos e explicações sobre os últimos acontecimentos. O trabalho foi publicado por Jacob van Meurs em 1665, intitulado Het Gezandtschap der Neêrlandtsche Oost-Indische Compagnie, aan den grooten Tartarischen Cham, den tegenwoordigen Keizer van China: Waarin de gedenkwaerdigste Geschiedenissen, die onder het reizen door de Sineesche landtschappen, Quantung, Kiangsi, Nanking, Xantung en Peking, en aan het Keizerlijke Hof te Peking, sedert den jaren 1655 tot 1657 zijn voorgevallen, op het bondigste verhandelt worden. Beneffens een Naukeurige Beschrijvinge der Sineesche Steden, Dorpen, Regeering, Weetenschappen, Hantwerken, Zeden, Godsdiensten, Gebouwen, Drachten, Schepen, Bergen, Gewassen, Dieren, et cetera en oorlogen tegen de Tartar: verçiert men over de 150 afbeeltsels, na't leven in Sina getekent. Hendrik dedicou o trabalho a Hendrik Spiegel e Cornelis Jan Witsen ( Nicolaes Witsenpai de), administradores das Companhias das Índias Orientais e Ocidentais, respectivamente. Traduções para o francês (1665), alemão (1666), latim (1668) e inglês (1669) também foram publicadas, cada uma delas em pelo menos duas edições. Mais do material de Nieuhoff, em navios chineses, apareceu em "Scheepsbouw" de Nicolaes Witsen (1671).
Os relatórios dessas embaixadas e os relatórios dos jesuítas constituíam a única fonte confiável de informações sobre a China disponível na Europa Ocidental. Como mencionado, sendo o comissário da embaixada da VOC em Pequim, Johan Nieuhof em 1655 tinha instruções especiais para observar todas as "fazendas, cidades, palácios, rios, ... [e outros] edifícios" por onde passasse, desenhando-os " em forma e figura retas ", bem como os vestígios da histórica vitória dos" Tártaros "(Manchus) que pôs fim ao reinado da dinastia Ming. A inclusão de aproximadamente 150 ilustrações no livro marcou a primeira vez que a literatura sobre a China continha imagens fiéis à natureza. Em obras publicadas anteriormente, pertencentes à imaginativa "tradição fantástica", onde fato e ficção dificilmente eram discerníveis, os chineses eram descritos como criaturas de fantasia. As ilustrações de Nieuhof, ao contrário das obras anteriores, retratavam os chineses e sua cultura conforme eram observados pelo próprio ilustrador, sem acréscimos fantasiosos.
As 150 ilustrações do livro dos Nieuhoffs foram uma inspiração para a chinoiserie, que se tornou especialmente popular no século XVIII. Muitos artistas e arquitetos basearam seus projetos nas fotos do livro. Os desenhos originais foram redescobertos em 1984 na coleção do príncipe Roland Bonaparte, um antropólogo que coletou material sobre Madagascar, Lapônia e os nativos americanos.

## Trabalhos

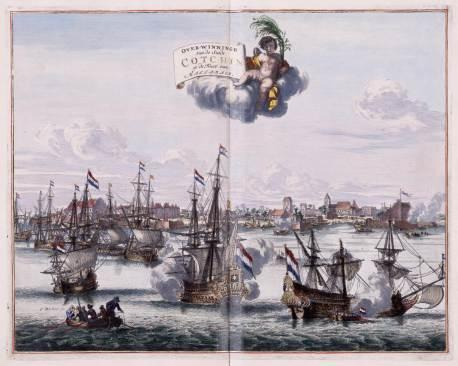
Um desenho representando a cidade de Kochi publicado em 1682.

- Johannes Nieuhof (1668), Legatio batavica ad magnum Tartariæ chamum Sungteium, modernum Sinæ imperatorem; Historiarum narratione, quæ legatis in provinciis Quantung, Kiangsi, Nanking, Xantung, Peking, & aula imperatoriâ ab anno 1665 ad annum 1657 obtigerunt ..., Amstelodami: Jacobum Meursium, OCLC 2134985, OL 23411529M
- Het gezantschap der Neêrlandtsche Oost-Indische Compagnie, aan den grooten Tartarischen Cham, den tegenwoordigen keizer van China : waar in de gedenkwaerdighste geschiedenissen, die onder het reizen door de Sineesche landtschappen, Quantung, Kiangsi, Nanking, Xantung en Peking, en aan het keizerlijke hof te Peking, sedert den jare 1655 tot 1657 zijn voorgevallen, op het bondigste verhandelt worden : befeffens een naukeurige Beschryving der Sineesche steden, dorpen, regeering, wetenschappen, hantwerken, zeden, godsdiensten, gebouwen, drachten, schepen, bergen, gewassen, dieren, &c. en oorlogen tegen de Tarters : verçiert men over de 150 afbeeltsels, na't leven in Sina getekent. Amsterdam: Jacob van Meurs, 1665. Título em inglês: An embassy from the East-India Company (1669).
- Zee- en Lant-Reise door verscheide Gewesten van Oostindien, behelzende veele zeldzaame en wonderlijke voorvallen en geschiedenissen. Beneffens een beschrijving van lantschappen, dieren, gewassen, draghten, zeden en godsdienst der inwoonders: En inzonderheit een wijtloopig verhael der Stad Batavia. Amsterdam: de Weduwe van Jacob van Meurs, 1682.
- Gedenkweerdige Brasiliaense Zee- en Lant-Reise und Zee- en Lant-Reize door verscheide Gewesten van Oostindien. Amsterdam: de Weduwe van Jacob van Meurs, 1682.